# 23 Аугуст (Констанца)
23 Аугуст, Доуезеч-ші-Трей-Аугуст (рум. 23 August) — село у повіті Констанца в Румунії. Адміністративний центр комуни 23 Аугуст.

## Географія
Село розташоване на відстані 206 км на схід від Бухареста, 28 км на південь від Констанци.

### Клімат
| Клімат 23 Аугуста       | Клімат 23 Аугуста | Клімат 23 Аугуста | Клімат 23 Аугуста | Клімат 23 Аугуста | Клімат 23 Аугуста | Клімат 23 Аугуста | Клімат 23 Аугуста | Клімат 23 Аугуста | Клімат 23 Аугуста | Клімат 23 Аугуста | Клімат 23 Аугуста | Клімат 23 Аугуста | Клімат 23 Аугуста |
| Показник                | Січ.              | Лют.              | Бер.              | Квіт.             | Трав.             | Черв.             | Лип.              | Серп.             | Вер.              | Жовт.             | Лист.             | Груд.             | Рік               |
| Середній максимум, °C   | 3,7               | 4,9               | 8,1               | 13,8              | 19,3              | 23,8              | 25,9              | 25,8              | 22,4              | 17,0              | 11,6              | 6,4               | 15,2              |
| Середня температура, °C | 0,5               | 1,6               | 4,6               | 9,9               | 15,5              | 20,0              | 22,0              | 21,8              | 18,3              | 13,1              | 8,0               | 3,2               | 11,5              |
| Середній мінімум, °C    | −2,3              | −1                | 2,1               | 6,9               | 12,1              | 16,2              | 18,0              | 17,9              | 14,6              | 9,8               | 5,0               | 0,5               | 8,3               |
| Днів з опадами          | 5                 | 5                 | 5                 | 5                 | 6                 | 6                 | 5                 | 3                 | 3                 | 4                 | 6                 | 6                 | 59                |
| ----------------------- | ----------------- | ----------------- | ----------------- | ----------------- | ----------------- | ----------------- | ----------------- | ----------------- | ----------------- | ----------------- | ----------------- | ----------------- | ----------------- |
| Джерело: www.yr.no      |                   |                   |                   |                   |                   |                   |                   |                   |                   |                   |                   |                   |                   |

## Населення
За даними перепису населення 2002 року у селі проживали 2646 осіб.
Національний склад населення села:
| Національність | Кількість осіб | Відсоток |
| -------------- | -------------- | -------- |
| румуни         | 2436           | 92,1 %   |
| татари         | 165            | 6,2 %    |
| цигани         | 33             | 1,2 %    |
| угорці         | 5              | 0,2 %    |

Рідною мовою назвали:
| Мова      | Кількість осіб | Відсоток |
| --------- | -------------- | -------- |
| румунська | 2468           | 93,3 %   |
| татарська | 163            | 6,2 %    |
| угорська  | 5              | 0,2 %    |
| циганська | 5              | 0,2 %    |